# 九十九島号

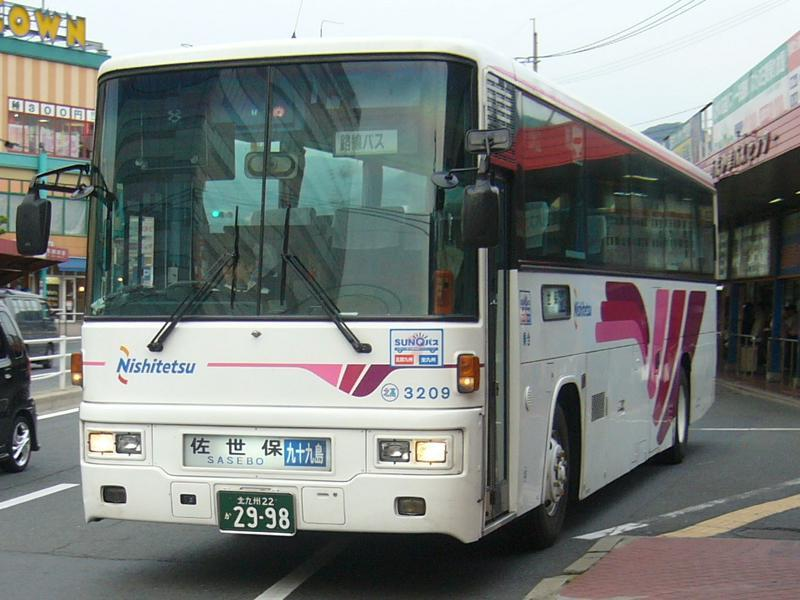
九十九島号（西日本鉄道）

九十九島号（くじゅうくしまごう）は、西日本鉄道、西肥自動車が運行していた、福岡県北九州市の砂津バスセンターと長崎県佐世保市の佐世保バスセンターを結ぶ高速バスである。
利用客減少や燃料費高騰による経費増により、路線維持が困難な状況に至り、2008年5月19日に路線廃止となった。
当項目では廃止時点の概要を記す。

## 沿革
- 1991年7月20日 - 運行開始。
- 2004年11月1日 - 停車地に高速千代ニュータウン、高速基山、高速神埼を追加。
- 2006年4月1日 - 佐世保行きの停車地を鞍手パーキングエリアから直方パーキングエリアに変更。北九州行きと同一化。
- 2008年5月19日 - 路線廃止。

## 停車箇所
福岡県
- 砂津（北九州市小倉北区）
- 小倉駅前（北九州市小倉北区）
- 平和通り（北九州市小倉北区）
- 三萩野（北九州市小倉北区）
- 黒崎インター引野口（北九州市八幡西区）
- 高速千代ニュータウン（北九州市八幡西区）
- 直方PA（直方市）
- 若宮IC（宮若市）
- 高速宇美（糟屋郡宇美町）

佐賀県
- 高速基山（三養基郡基山町）
- 高速神埼（神埼市）

長崎県
- 波佐見有田IC（東彼杵郡波佐見町）
- 卸本町入口（佐世保市）
- 佐世保バスセンター（佐世保市）

※福岡県・長崎県の同一県内（砂津～宇美間及び波佐見有田IC～佐世保バスセンター間）のみの利用は不可。佐賀県内の2停車地は両方向とも乗降可能。

## 所要時間・運賃
- 砂津～佐世保バスセンター - 2時間35分、3,200円
- 全席予約指定制なので、乗車前に乗車券を買わなければならない。
- SUNQパス発売当初より利用可能であった。

## 車内設備
- ハイデッカー、3列（1+2列）シート
- 化粧室
- テレビ・ラジオ

## その他
- JR九州が博多駅～佐世保駅間で運行している特急「みどり」の愛称を、このバスの名前と同じ「九十九島」に改称しようという運動が、2001年に佐世保市民の間で起こった。市民による署名もJR九州に提出されたが、改称はしていないけど、現在は「九十九島みどり」愛称での臨時特急として運行している。